# Продавцы новостей
«Продавцы новостей» (англ. Newsies) — оригинальный американский ретро-мюзикл 1992 года о забастовке юных распространителей прессы. Сюжет отдалённо основан на забастовке газетчиков по всем США в 1899 году.
Хотя фильм с треском провалился в прокате и получил нелестные отзывы критиков, позже в эпоху выхода на VHS он приобрёл культовый статус, а в 2012 году был успешно адаптирован для Бродвея.

## Сюжет
Действие фильма происходит в 1899 году в Нью-Йорке и рассказывает о забастовке уличных продавцов газет (англ. newsie). Тысячи городских мальчишек зарабатывают этим на жизнь. Главный герой Джек Келли тоже живёт продажей газет и стал в этом деле профессионалом. Джек мечтает о лучшей доле и о том, что в один прекрасный день сбежит из дома и от такой тяжёлой работы. Он подружился с двумя братьями: Дэвидом и Лессом. Отец мальчишек стал нетрудоспособен из-за производственной травмы. Братьев толкает на заработки нужда и Келли берёт над ними шефство, обучая их тонкостям своего ремесла.
Между тем хозяева крупнейших нью-йоркских изданий Джозеф Пулитцер и Уильям Рандольф Херст вступают в корпоративный сговор и повышают оптовые цены на свои газеты. Всего на одну десятую цента. Но для нищих продавцов газет даже такая небольшая разница их закупочной цены означает вопрос жизни и смерти.
Джек и Дэвид начинают борьбу за свои права. В этом их поддерживает прогрессивный репортёр одной из нью-йоркских газет и театральный актёр. Небольшое выступление уличных продавцов заканчивается одной из крупнейших забастовок в истории США…

## В ролях
- Кристиан Бейл — Джек «Ковбой» Келли
- Дэвид Москоу — Дэвид Джекобс
- Люк Эдвардс — Лес Джекобс
- Макс Каселла — Хиггинс
- Гэбриел Дэймон — Спот Конлон
- Марти Белафски — Костыль
- Билл Пуллман — Брайан Дентон
- Энн-Маргрет — Медда Ларксон
- Роберт Дюваль — Джозеф Пулитцер
- Марк Лоуренс — Клоппман

## Даты премьер
Даты приведены в соответствии с данными IMDb.
- США — 8 апреля 1992 (премьерный показ в Нью-Йорке)
- США — 10 апреля 1992
- Испания — 24 июля 1992
- Германия — 13 августа 1992
- Великобритания — 14 августа 1992

## Премии и номинации
- 1993 — Премия Золотая малина
  - худшая песня
- 1993 — номинация на премию Young Artist Awards
  - лучший актёрский ансамбль